# George Percy Badger

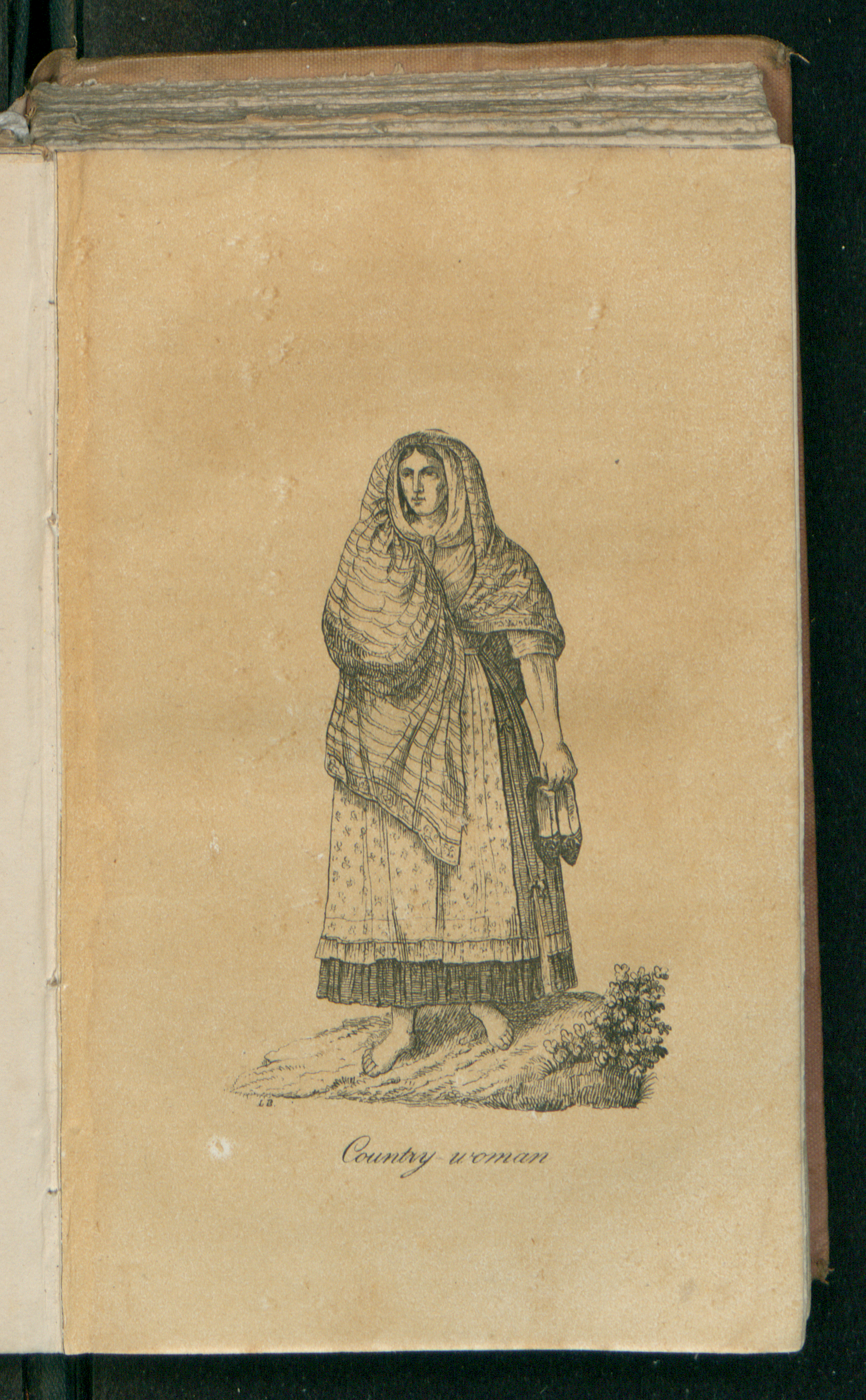
Tavola tratta da Description of Malta and Gozo, 1838

George Percy Badger (Chelmsford, 6 aprile 1815 – Londra, 21 febbraio 1888) è stato un missionario britannico. La sua fama viene principalmente dagli studi sulle chiese orientali alle origini del cristianesimo.

## Biografia
George Percy Badger nacque a Chelmsford nel 1815. Figlio di un militare della British Army nel 1821 si trasferì a Malta con la famiglia quando il reggimento del padre venne spostato. Il padre morì nel 1823 ma la madre decise di crescere comunque i suoi figli sull'isola. Lì Badger ebbe l'occasione di imparare la lingua araba, oltre al maltese. Nel 1842 venne ordinato sacerdote della chiesa anglicana e grazie alla sua conoscenza dell'oriente l'Arcivescovo di Canterbury lo inviò in missione.
George Percy Badger morì il 21 febbraio 1888 a Londra e si trova sepolto nel Kensal Green Cemetery.

## Opere
- Description of Malta and Gozo, Malta, M. Weiss, 1838.